# Harfner (Altes Ägypten)
Harfner und Harfnerinnen übernahmen mit ihrem Harfenspiel im Alten Ägypten eine wichtige religiöse Funktion. Im Alten Reich ist auf dem Annalenstein der 5. Dynastie für König Snofru (4. Dynastie) die Fertigung einer Harfe zum ersten Mal in der ägyptischen Geschichte bezeugt. Harfner werden in den Pyramidentexten in Verbindung zum Königskult genannt. Sie waren in losen Verbänden den Tempeln zugewiesen, zumeist aber ohne eine feste Stellung innezuhaben.
Nach dem Zusammenbruch des Alten Reiches und der religiösen Neuorientierung des Totenkultes im Mittleren Reich treten „berufsmäßige Harfner“ vermehrt auf, da erst unter Hinzufügung der Duat in das altägyptische Weltbild breitere Bevölkerungsschichten „Zugang zum Jenseits“ erhielten. Die Weiterentwicklung dokumentieren die neu auftauchenden Sargtexte. Mit Beginn des Neuen Reiches und der Einführung des Totenbuches erweiterte sich das Betätigungsfeld der Harfner in der 18. Dynastie.
Während Echnatons Regierungsdauer und den damit verbundenen Schließungen von Tempeln alter Gottheiten erfolgte durch den Einfluss des Atonkultes eine Neuorientierung der Harfnerlieder, deren Textinhalte sich nun auf ein kritisches Hinterfragen nach dem Sinn des Lebens konzentrierten. Die Öffnung und Wiederherstellung der teilweise zerstörten Tempel nach Echnatons Tod vermochte jedoch nicht, die alten Harfnerlieder nachhaltig neu zu beleben. Der Glanz und die Sorglosigkeit der alten Texte blieben im Gedächtnis der Ägypter nur als „Schatten früherer unbeschwerter Zeiten“ bestehen.

## Mythologischer Hintergrund
Im Totenkult ist das Harfenspiel eng mit den Gottheiten Hathor und Haroeris verbunden, gilt doch Haroeris neben seiner Bezeichnung als „Musikant“ und „Vorsteher der Sängerinnen“ auch als „augenloser“ Gott des Harfenspiels. Gesang und Tanz zeigen seit dem Alten Reich eine enge Bindung zum Tempelkult.
Hathors Name bedeutet „Haus des Horus“, wobei sich der Namensbestandteil „Haus“ von der Bedeutung „Mutterschoß“ ableitet, der Horus umgibt. Als spätere Gemahlin des Re und Mutter des Horus bildete sie den umschließenden Mutterleib, aus welchem Horus als ihr Sohn entsprang. Sie führte unter anderem auch die Beinamen „Gebieterin der Musik, für die man spielt“, „Herrin des Harfenspiels“ und „Herrin des Tanzes“.
Gesang und Tanz gelten bei „Trunkenheitsfesten“ als unverzichtbare Rahmenhandlung und symbolisieren das „Öffnen des Himmels“ sowie „Erscheinen der Götter“. Die dabei vollzogene „Trunkenheit“ beinhaltet das Gedenken an die Götter: „Wie schön ist es, sich an Amun zu erinnern. Amun, für dich wurde der Himmel erhoben, für dich die Erde ausgebreitet“. Hathor gilt in diesem Zusammenhang als „herrliche Göttin, die nun zufrieden ist und als entwölktes Gesicht der Wahrheit kommt“.

## Darstellungsformen

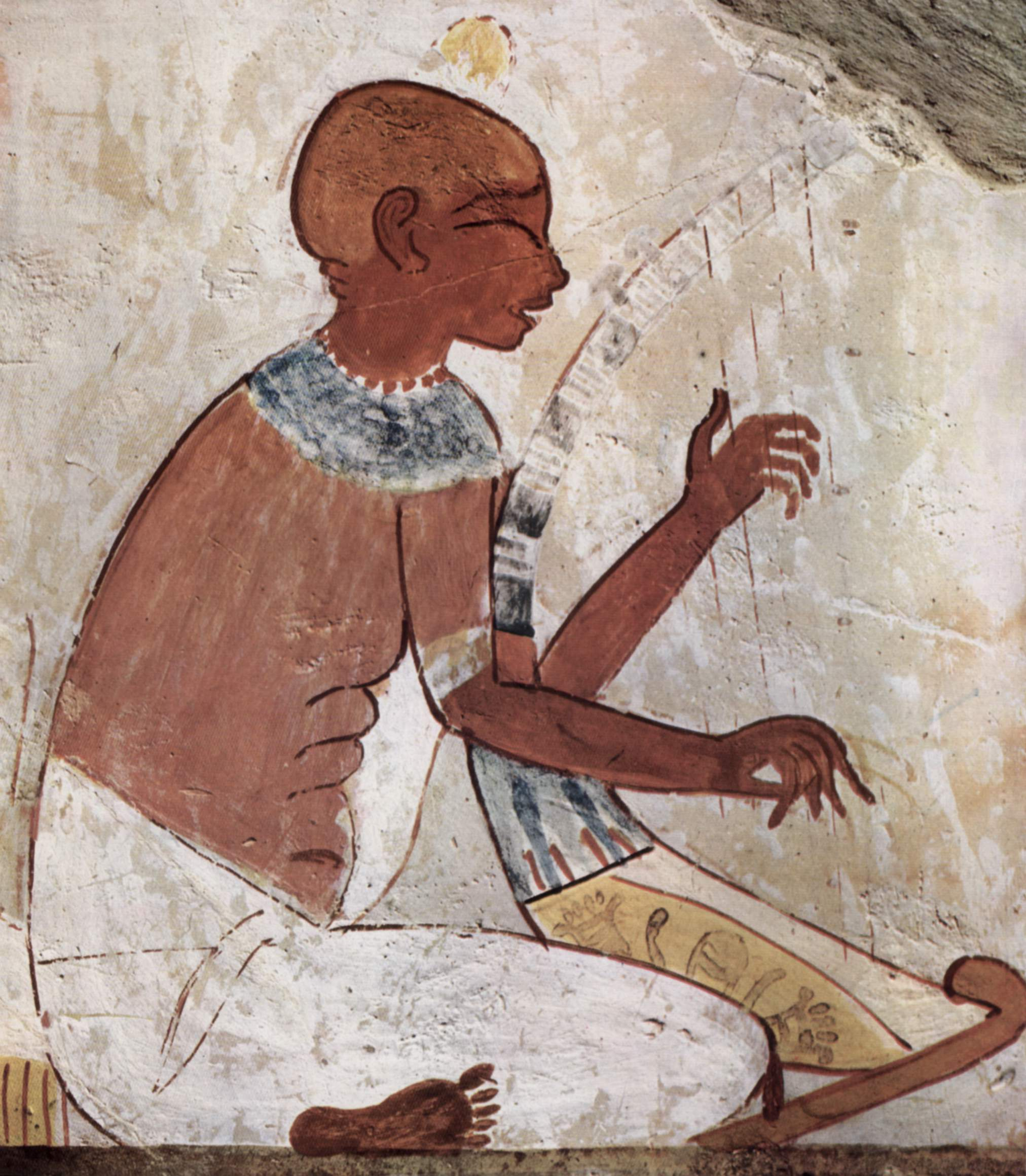
Blinder Harfner
(Grab des Nacht, 18. Dynastie)

Harfner und Harfnerin treten in der altägyptischen Geschichte zunächst immer in Verbindung mit anderen Musikanten und Gesangsgruppen auf. Sie sind häufig blind abgebildet, was auf ihre Verbindung zu den Himmelsgöttern weist. Entsprechend sind die Harfen meist mit Köpfen jener Himmelsgottheiten versehen, beispielsweise der Falkenkopf des „augenlosen Gottes des Harfenspiels“, dem mit Sonnenscheibe und Kuhgehörn geschmückten Kopf der Hathor, dem mit einer Feder versehenen Kopf der Maat oder einem Frauenkopf, dem besondere Insignien beigefügt sind. Da Harfen als göttliche Instrumente angesehen wurden, waren sie als Weihegaben an den Tempel aus wertvollem Holz mit verarbeiteten Edelsteinen gefertigt.
Die Harfner sitzen bei ihrem Spiel hinter ihrer Harfe auf einer Matte, wobei die Harfe kunstvoll auf einem Schuh abgestützt sein kann. Harfnerabbildungen sind oft zu sehen, da man mit ihnen die Liebe der Himmelsgötter verband. Ihre Hände rühren dabei zumeist die Harfe. Die Körperhaltung zeigt die Harfner zumeist mit leicht vornüber gebeugtem Kopf, leeren Augen und leicht geöffnetem Mund als Ausdruck der Selbstvergessenheit. Mit dem Harfner erscheinen taktschlagende Sänger und Sängerinnen als Chor, die oft hinter ihm sitzend oder in der nächsten Bildreihe abgebildet sind. Die Chöre begleiten musikalisch das Spiel des Harfners, um nach seinem Bericht über alte Riten und dem Zitieren von Göttersprüchen den Refrain im Chor anzustimmen.

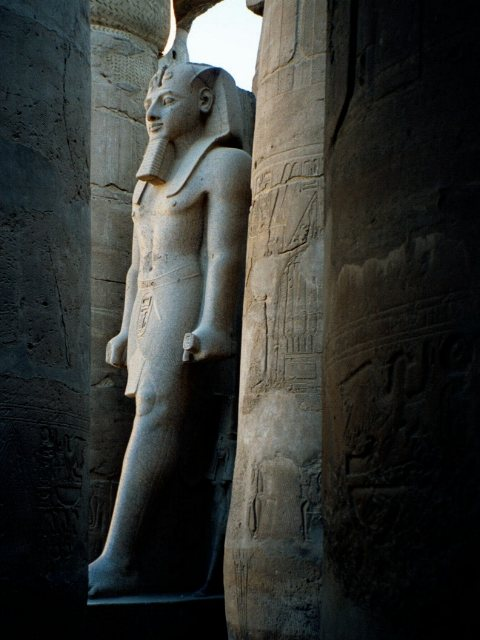
Statue nur mit Schurz gekleidet (Luxor-Tempel)

Sänger waren bis zu Thutmosis IV. mit einem Schurz gekleidet, der danach durch ein langes Gewand ersetzt wurde. Harfner traten jedoch nach wie vor ebenfalls mit einem gefalteten Schurz auf. Ohne Kenntnis dieses Hintergrunds ist der Betrachter versucht, in den Harfnern vollwertige Sänger zu vermuten. Jedoch tragen sie noch unter Amenophis III. singend rezitierend die alten traditionellen Götterhuldigungen vor.
In den Grabdarstellungen jener Zeit erscheinen die Harfner als eine Schar blinder, in Lumpen gehüllter Bettler. Sie zogen zu den jeweiligen Festen von Tempel zu Tempel, um mit ihrem Harfenspiel Almosen zu ihrem sonst kargen Einkommen hinzuzuverdienen. Ein Jugendlicher übernahm die Funktion des Almosensammlers, der sich mit den Stöcken der Harfner und dem zugehörigen Almosensack niedersetzte und von den Festteilnehmern Gaben empfing.

## Harfentypen
Unter den Zupfinstrumenten nahm die knapp zwei Meter hohe Benetharfe als Bogenharfe ab der fünften Dynastie die Hauptrolle ein und erfreute sich während der gesamten altägyptischen Geschichte großer Beliebtheit. Dieser Typ Harfe bestand aus einem Hals und einem Schallkörper, der mit einer Tierhaut als Resonanzdecke überspannt war. Zwischen den Enden der Bogenharfe waren drei bis 14 Saiten gespannt. Auffällig ist der Bezug zum Musikbogen und Jagdbogen. Im Mittleren Reich entwickelten die Harfner und Harfnerinnen die Kesselharfe, die mit einem buckelig gekrümmten und gedrungenen Aufbau den Spielgewohnheiten in hockender Form angepasst war.

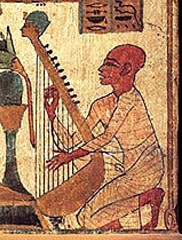
Altägyptische Sängerharfe

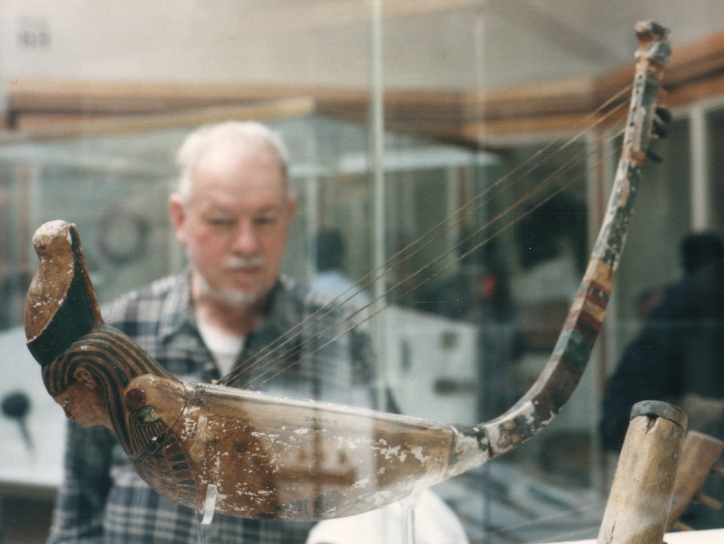
Altägyptische Schulterharfe

Mit Beginn des Neuen Reiches entstand in Fortführung der Kesselharfe das neue Modell der Schwebeharfe, die aufgrund einer geschwungenen Stütze einen besseren Klang hatte. Öfter ist nun auch die sechs- bis siebensaitige Winkelharfe zu sehen, deren Hals und Schallkörper rechtwinkelig zueinander abgeknickt sind.
Mit Zunahme der Festanlässe trat bei den Harfnern vermehrt die leicht zu handhabende Schulterharfe mit nur drei bis vier Saiten in den Vordergrund, die den großen Vorteil besaß, auch im Schreiten gespielt werden zu können. Im Zuge des Talfestes wurde die alte Standharfe als ergänzend einzusetzendes Orchesterinstrument benutzt. Alle Harfentypen wurden ohne Hilfsmittel mit den Fingern gespielt.
Daneben gab es noch weitere Harfenarten, die im Verlauf der altägyptischen Geschichte wahrscheinlich aus den Nachbarländern eingeführt wurden; beispielsweise Nablium, Trigonon, Psalterium, Sambyke und Magadis. Nähere Angaben fehlen, da diese Modelle nur in poetischen Werken bruchstückhaft beschrieben werden.

## Harfnerlieder
Aus der Regierungszeit von Thutmosis III. und Hatschepsut sind Formen älterer Harfnerlieder belegt. Die späteren Harfnerlieder unterscheiden sich durch den bewusst herbeigeführten Bruch mit älteren Harfnerliedervorlagen und damit verbunden mit traditionellen Inhalten, die durch neue kritische Textkompositionen ersetzt werden.
Die frühen Harfnerlieder beschränken sich auf die Form des singenden Rezitierens von alten Götteraussagen, beispielsweise der Singspruch einer Harfnerin aus dem thebanischen Grab 24: „Du leuchtest, es leuchten die Häupter des Amun-Re“ oder aus gleichem Grab der weitere Text eines Harfners: „Du (als Grabherr) umarmst die Ewigkeit und genießt die Zukunft. Sie geben dir Leben an deine Nase und liebliche Luft deiner Kehle“. Die frühen Texte der 18. Dynastie dokumentieren die Urform der gesungenen Götterhuldigungen:

„Heil dir, der im Nun aufleuchtet. Amun, Stärkster der Götter. Herr des Himmels, Herr der Erde, Herr des Wassers und Herr dessen, was es gibt. Der (Amun) alles, was existiert, erschaffen hat. Er gibt dem, der ihn […] und fördert den, der ihm folgt.“

„Wie schön ist das Gotteshaus des Amun am Neujahr, erneuert für Amun. Herr der Throne der beiden Länder, dem Allherrn, wenn er seine Schönheit des Tempels empfängt. Geschlachtet sind seine Tempelochsen zu Hunderten, sein Wild der Wüste zu Tausenden, für Amun als seine Opferstiftung, an den Festen des Jahreslaufs.“

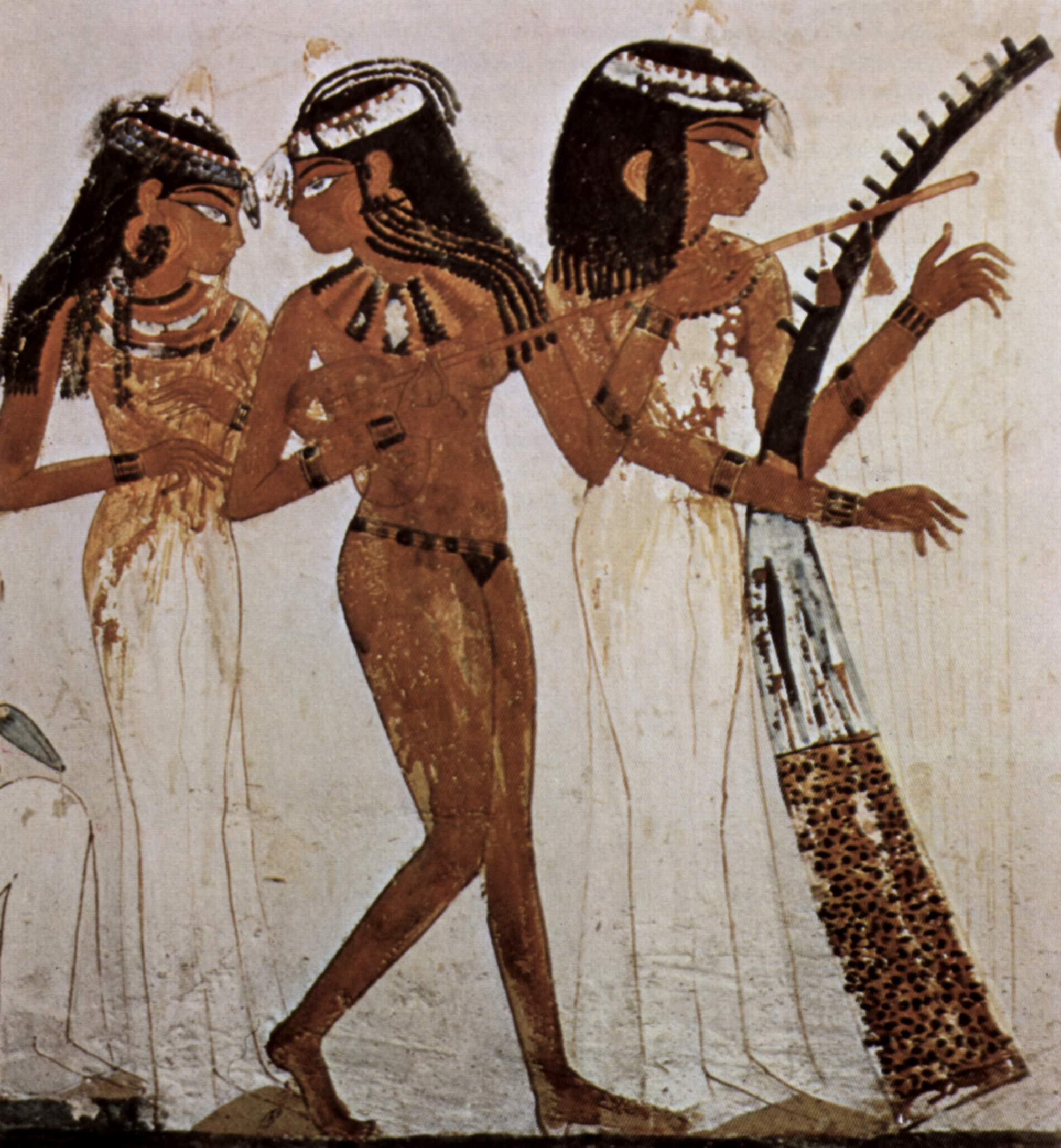
Frauenorchester mit Standharfe
(Grab des Nacht, 18. Dynastie)

Mit Regierungsantritt von Thutmosis IV. treten die Harfner auch mit anderen Lautenspielern auf, später auch alleinsitzend dargestellt. Singform und Taktschlagen zeigen hierbei eine neue Form der Darbietung. Daneben treten ergänzend Orchester von tanzenden Frauen hinzu, die mit einer großen Standharfe die musikalische Leitung vom Harfner übernehmen.
Durch Echnatons Erhebung der Gottheit Aton zur einzigen lebenspendenden Gottheit fanden die Vorstellungen eines Weiterlebens nach dem Tod in der Duat ein jähes Ende. Echnaton konnte in seiner Theologie keine Antwort darauf geben, was den Toten nach dem Ableben widerfährt. Dieser Bruch mit dem bisherigen Glauben stellte die Geburtsstunde der „neuen Harfnerlieder“ dar, die inhaltlich Rückgriff auf das Mittlere Reich nahmen und damals vereinzelte Gedanken über den Tod in einem neuen poetischen Rahmen ausschmückten.
Das Harfnerlied des Antef gilt als klassisches Vorbild für alle späteren Harfnerliedfassungen der neuen Form, die als Variationen dieses Liedes zentralen Eingang in den Totenglauben fanden; es stammt aus dem Amarnagrab des Pa-Atonemheb und nimmt Bezug auf den Sinn des Lebens. Im Grab des Neferhotep, das einige Jahre nach Echnatons Tod zur Zeit Haremhabs angelegt wurde, sind drei Harfnerlieder niedergeschrieben, die dem Harfnerlied des Antef gleichen. In einem davon heißt es:

„Ich habe diese Lieder gehört, die in den Gräbern der Vorfahren stehen und was sie erzählen zur Erhöhung des Diesseits und zur Herabsetzung in der Duat. Warum wird dergleichen angetan dem Lande Ta-djeser? Das Gerechte, das keinen Schrecken kennt, sein Abscheu ist der Streit. Niemand terrorisiert dort den Anderen. Dieses Land, das keinen Widersacher hat, unsere Leute ruhen in ihm seit der ersten Urzeit, und die da sein werden in unendlichen Jahren, sie gelangen alle dorthin. Es gibt kein Verweilen in Ägypten. Keiner ist, der dorthin gelangte. Die Zeit, die man auf Erden verbringt, ist nur ein Traum. Aber Willkommen, wohlbehalten und heil sagt man zu dem, der den Westen erreicht hat.“